# Ateleute bicincta
Ateleute bicincta là một loài tò vò trong họ Ichneumonidae.